# Antonio Da Passano
Antonio Da Passano, né en 1599 à Gênes et mort en 1681 à Gênes, est un homme politique italien, 123e doge de Gênes du 11 juillet 1675 au 11 juillet 1677.